# Mateusz Sordon
Mateusz Sordon (ur. 21 czerwca 1994) – polski hokeista, reprezentant Polski.

## Kariera
- Orlik Opole (2009-2010)
- SMS II Sosnowiec (2010/2011)
- SMS I Sosnowiec (2010-2012)
- Orlik Opole (20121-2013)
- JKH GKS Jastrzębie (2013-2014)
- Orlik Opole (2014-2018)
- Cracovia (2018-2019)

Wychowanek Orlika Opole. W barwach reprezentacji Polski do lat 18 uczestniczył w turniejach mistrzostw świata juniorów do lat 18 w 2011, 2012. Od 2014 ponownie zawodnik Orlika Opole. W sierpniu 2018 związał się trzyletnim kontraktem z Cracovią.

## Sukcesy
Klubowe
- Brązowy medal mistrzostw Polski: 2014 z JKH GKS Jastrzębie
- Srebrny medal mistrzostw Polski: 2019 z Cracovią